# Julius-Karl von Engelbrechten
Julius-Karl Hermann von Engelbrechten, auch Julek Karl von Engelbrechten (* 14. November 1900 in Culm an der Weichsel; † 12. Februar 1971 in Überlingen) war ein deutscher Schriftsteller und Mitglied der Sturmabteilung (SA).

## Leben und Tätigkeit

### Früher Werdegang
Engelbrechten war ein Sohn des Pour le Mérite Trägers und Majors George von Engelbrechten und seiner Frau Clara (Klara), geb. Sieg (* 1875; † 1959). Von 1907 bis 1913 besuchte er die Vorschule in Danzig und dann von 1913 bis 1918 das Gymnasium in Graudenz.
Am 1. August 1918 trat Engelbrechten als Fahnenjunker in das 1. Leib-Husaren-Regiment Nr. 1 in Danzig-Langfuhr ein. Nachdem er noch kurzzeitig im Grenzschutz tätig gewesen war, legte er das Abitur ab und studierte anschließend an den Universitäten Berlin, München und Innsbruck.
Vom Sommer 1920 bis zum Frühjahr 1922 war Engelbrechten Mitglied der DNVP-Ortsgruppe in Oberswalde. Zum 3. November 1922 trat er in München in die NSDAP ein. Im Oktober 1923 wurde er Mitglied des Stosstrupps Hitler beim SA-Regiments München, mit dem er am 8. und 9. November 1923 am Hitler-Putsch teilnahm. In den 1930er Jahren erhielt er hierfür den Blutorden der NSDAP.
Zum 1. Dezember 1930 trat Engelbrechten der neu gegründeten NSDAP bei (Mitgliedsnummer 408.413). Ab Juli 1931 war er in der Ortsgruppe Eberswalde als politischer Leiter und SA-Reservemann tätig.

### Tätigkeit in der SA
Im September 1932 wurde Engelbrechten als Berliner Schriftleiter der Zeitschrift Der SA-Mann, dem offiziellen Organ der SA, zur SA-Gruppe Berlin-Brandenburg versetzt. In dieser wurde er anschließend zum Pressereferenten und zum Leiter der Pressestelle ernannt.
Im Sommer 1933 veröffentlichte Engelbrechten sein erstes Buch, den politischen Roman Die zerbrochen Welt. In den Jahren 1934 bis 1938 erschienen drei Werke, die im Rahmen seiner Tätigkeit als Pressereferent der Berliner SA entstanden: Das 1934 erschienene Buch Mit Gruppenführer Ernst unterwegs, eine Sammlung von Reden des damaligen Berliner SA-Chefs Karl Ernst, die mit huldigenden Rahmentexten Engelbrechtens zusammengehalten wurden, wurde kurz nach ihrem Erscheinen wieder eingezogen und bis auf ganz wenige Exemplare vernichtet, nachdem Ernst am 30. Juni 1934 im Zuge der Röhm-Affäre zum Staatsfeind erklärt und ermordet worden war. Im August 1934 erhielt Engelbrechten von dem zu dieser Zeit zum neuen Berliner SA-Chef ernannten Dietrich von Jagow den Auftrag eine offizielle Geschichte der Berliner SA zu erarbeiten. 1936 veröffentlichte er die Arbeit Eine braune Armee entsteht, die die Geschichte der SA von 1925 bis 1935 nachzeichnet. 
Im Februar 1937 erschien Engelbrechtens drittes SA-Buch Wir wandern durch das nationalsozialistische Berlin, das er zusammen mit Hans Volz im Auftrag der Obersten SA-Führung verfasste. Dieses Werk stellte, der Kennzeichnung von Daniel Siemens zufolge, „eine ungewöhnliche Mischung aus Wanderführer und politischem Geschichtsbuch“ dar. Aus dem Zeitkontext betrachtet deutet er das Werk als eine „als Reiseführer 'getarnte' Geschichte der SA“", die Aufschluss gebe über das Selbstverständnis der hauptstädtischen SA nach ihrer politischen Entmachtung. Susanne Müller nennt das Buch einen „Pilgerführer“, dessen zentrales Anliegen es sei den gläubigen Nationalsozialisten die „Orte des Märtyrertums“ zugänglich zu machen.
Am 5. März 1934 wurde Engelbrechten zum stellvertretenden Beisitzer des Pressegerichtshofes in Berlin ernannt. Im Sommer 1935 wurde er als Lehrer an das Seminar für SA-Führer an der Hochschule für Politik in Berlin berufen. Seit dem 1. Januar 1937 war er dort als Assistent tätig und war vom 1. April 1939 bis zum 31. März 1940 stellvertretender Seminarleiter. Am 23. Februar 1939 wurde Engelbrechten von Viktor Lutze in den Kulturkreis der SA berufen. Während des Zweiten Weltkriegs gehörte Engelbrechten als Wortberichterstatter einer Propagandakompanie an.
1947 ließ Engelbrechten sich in Überlingen am Bodensee nieder und veröffentlichte in den 1950er und 1960er Jahren noch einige Arbeiten esoterisch-mystischen Inhalts.

## Schriften
- Die zerbrochene Welt, Dom-Verlag, Bonn 1933.

Veröffentlichungen als Pressereferent der Berliner SA:
- Mit Gruppenführer Ernst unterwegs, A. Nauck & Comp., Berlin 1934.
- Eine braune Armee entsteht. Die Geschichte der Berlin-Brandenburger SA, Eher, München 1937. (2. Auflage 1940) (Im Auftrag von Dietrich von Jagow)
- Wir wandern durch das nationalsozialistische Berlin. Ein Führer durch die Gedenkstätten des Kampfes um die Reichshauptstadt, Eher, München 1937. (Im Auftrag der Obersten SA-Führung; mit Hans Volz)

Nachkriegsveröffentlichungen:
- Der grosse Bann. Zur Lösung des deutschen Problems, Selbstverlag, Überlingen/Bodensee, 1955. Als 2., ergänzte Auflage 1956 mit neuem Untertitel Das Problem des Magischen erschienen.
- Der Magus und das Mädchen, Selbstverlag, Überlingen/Bodensee, 1959. (Novelle)
- Wir erfinden die Zeit, Selbstverlag, Überlingen/Bodensee, 1959.
- Psychische Uhr Fantastika. Uhr zum Einstellen und Werten von über 1700 seelischen Beziehungen, Selbstverlag, Überlingen/Bodensee, 1960.